# 9998 ISO
9998 ISO là một tiểu hành tinh vành đai chính. It completes one orbit thuộc Sun every 3.18 năm.
Được phát hiện ngày 25 tháng 3 năm 1971 bởi C. J. van Houten & I. van Houten-Groeneveld ngày archival images taken bởi T. Gehrels, the body was given a tên chỉ định of 1293 T-1. It was later renamed 9998 ISO to honour Infrared Space Observatory.